# Lai Chi Wai
Lai Chi Wai (chinesisch 黎志偉 / 黎志伟, Pinyin Lí Zhìwěi, Jyutping Lai4 Zi3wai5; * 25. Dezember 1982) ist ein Felskletterer, Sportkletterer und Motivationsredner aus Hongkong. Dort kennt man ihn umgangssprachlich auch unter den Spitznamen Baoshanwang (包山王 englisch King of Bun Snaching).

## Leben
Er ist vierfacher Champion der Asian Rock Climbing Championships und der weltweit erste chinesische Gewinner des Extremsports X-Games. Im Jahr 2011 geriet er in einen schweren Verkehrsunfall, der ihn querschnittsgelähmt zurückließ. Am 9. Dezember 2016, am 5. Jahrestag des Autounfalls, kletterte Lai im Rollstuhl auf den Lion Rock. Bei einer karitativen Veranstaltung im Januar 2021 kletterte er den 300 Meter hohen Nina Towers per Seil hoch, musste kurz vor dem Ziel, bei 250 Meter, wetterbedingt wegen starker Wind abbrechen. Er konnte für diesen Versuch 5,2 Millionen HK$ (ca. 564.501 Euro oder 670.639 US-Dollar) Spendengelder einsammeln.

## Diverse
Lai ist verheiratet und hat einen Sohn. 2014 erhielt er aufgrund seiner sportlichen Leistung den (JCI) Ten Outstanding Young Persons Award (TOYP-Award – 十大傑出青年獎) in Hongkong.